# Фергюсон, Нил (эпидемиолог)
Нил Фе́ргюсон (англ. Neil Ferguson; род. 1968, Камбрия)— английский математик из Имперского колледжа Лондона, автор моделей распространения эпидемий, в частности, пандемии COVID-19.

## Биография

### Ранние годы и образование
Фергюсон родился в графстве Камбрия, но вырос в центральном Уэльсе, где учился в Llanidloes High School. Его отец был психологом, а мать работала библиотекарем прежде чем стать англиканским священником.
Учёный получил степень магистра искусств по физике в 1990 году в оксфордском Леди-Маргарет-Холл и получил степень доктора философии в теоретической физике в 1994 году в оксфордском колледже Линакре (Linacre College). Его докторская диссертация была посвящена исследованию интерполяции от кристаллических до динамически триангулированных случайных поверхностей, учёным руководителем был Джон Ф. Уэзер (John F. Wheater).

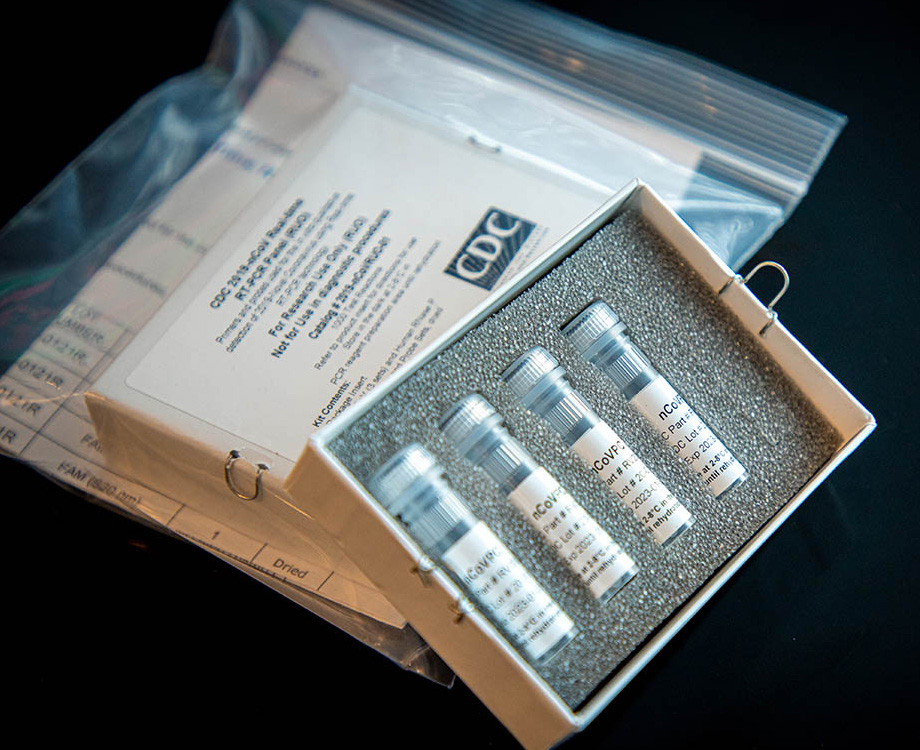
Лабораторный тест на 2019-nCoV

### Исследования COVID-19
В феврале 2020 года, во время эпидемии коронавируса, которая началась в Китае, Фергюсон и его коллеги из Имперского колледжа сделали заявление, что количество случаев заражение COVID-19 в Китае значительно занижено. По мнению Фергюсона, только 10 % всех случаев попали в официальную статистику. Фергюсон также заявил, что британские власти выявляют коронавирус только у 1 из 3 заболевших, приезжающих в страну.
В 2020 году Фергюсон был членом научного совета при британском правительстве, однако после того, как вскрылись факты нарушения им самим установленных по его рекомендации карантинных ограничений, в середине года он покинул правительственную должность.